# Décès en 885
Décès
- 881
- 882
- 883
- 884
- 885
- 886
- 887
- 888
- 889

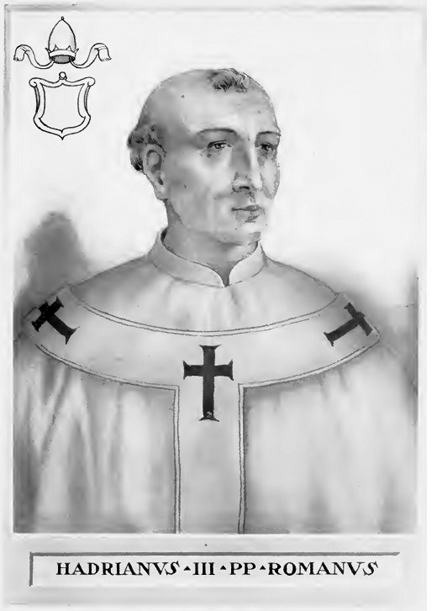
Adrien III mort en 885.

Cette page dresse une liste de personnalités mortes au cours de l'année 885 :
- 31 janvier : Diego de Castille, comte de Castille, premier comte héréditaire du royaume des Asturies.
- 6 avril : Méthode, évangélisateur des Slaves, en Moravie.
- mai-juin : Godfred de Frise, chef viking danois.
- septembre : Adrien III 109e pape.
- 17 novembre : Liutgarde de Saxe, reine de Francie orientale.

- Ragenold de Neustrie, comte d'Herbauges, comte du Maine et marquis de Neustrie.

date incertaine  (en  885/886)
- Hywel ap Rhys, roi de Glywysing.

## Crédit d'auteurs
- Cet article est partiellement ou en totalité issu de l'article intitulé « 885 » (voir la liste des auteurs).